# Newropeans
Die politische Vereinigung Newropeans beteiligte sich ausschließlich an den Wahlen zum Europaparlament. Der Name setzt sich aus New und Europeans zusammen (deutsch in etwa Neuropäer). In Paris fand im Oktober 2000 ein Vorbereitungstreffen statt, die erste Mitgliederversammlung wurde dort im Juni 2006 durchgeführt. Die Vereinigung verstand sich als „erste transeuropäische politische Bewegung“ und vertrat einen gesamteuropäischen Anspruch. Weil das europäische Wahlrecht keine gesamteuropäische Kandidatur vorsieht, mussten sich die Mitglieder in den jeweiligen Einzelstaaten um die Wahlzulassung bemühen.
Zur Europawahl 2009 traten die Newropeans erstmals in Deutschland, Frankreich und den Niederlanden an. In einigen anderen Einzelstaaten, so z. B. in Italien, konnte die Zulassung zur Wahl nicht erreicht werden.
Weitere Mitglieder des Vorstands: Harald Greib (D), Taco Dankers (NL), Christel Hahn (D), Bruno Blossier (F), Detlef Winkler (D), Maria Zei (I). Franck Biancheri (F), Gründungspräsident der Newropeans, war bis zu seinem Tod im Oktober 2012 deren Ehrenpräsident.
Nach Biancheris Tod verebbten die Aktivitäten der Vereinigung. An der Europawahl 2014 nahm sie nicht teil. Die Newropeans als politische Bewegung gibt es nicht mehr. Die Vereinigung AAFB (Association des Amis de Franck Biancheri) distanziert sich von den heutigen Inhalten der Newropeans-Webseiten.

## Geschichte und Struktur
Im Jahr 1985 wurde in Paris die Association des Etats Généraux des Etudiants de l’Europe gegründet und 1988 das Erasmus-Programm initiiert. Ein Jahr später traten die gleichen Studenten als IDE: Initiative for Democracy in Europe beim ersten transnationalen Wahlkampf für das europäische Parlament an. Der Name Newropeans wurde erst beim Gründungssymposiums im Oktober 2000 Newopeans 2000: New Europe, New Challenges, New Generations in Paris verwendet. Seit 2003 gaben die Newropeans das transeuropäische Webzine Newropeans Magazine heraus.
Nach den Volksabstimmungen in Frankreich und den Niederlanden zum EU-Verfassungsvertrag im Sommer 2005 trafen sich einige europäische Bürger und die europäische Studentenvereinigung um den Franzosen Franck Biancheri und entwarfen die Merkmale dieser politischen Bewegung. Die Newropeans wurden als niederländischer Verein gegründet. Den Verein gibt es bis heute. Sie verstanden sich als völlig unabhängig von europäischen oder nationalen Institutionen und finanzierten sich allein durch Mitgliedsbeiträge und Spenden.
Programm- und andere wichtige Entscheidungen wurden von allen Mitgliedern über das Intranet oder bei den „Agoren“ (Vollversammlungen) getroffen. Diese fanden einmal im Jahr „irgendwo in Europa“ statt. Die laufende Arbeit wurde hauptsächlich vom gewählten „Committee des Directeurs“ ausgeführt, dem ein Präsident vorsteht. Zusätzlich zu Deutschland, Frankreich und den Niederlanden gibt auch in anderen EU-Mitgliedstaaten nationale Koordinationsgruppen, so z. B. in Belgien, Großbritannien, Italien, Rumänien, Spanien und Tschechien. In einem „dynamischen Team freiwilliger Übersetzer“ versuchten die Newropeans, ihre Europa-Politik in möglichst vielen Sprachen der EU darzustellen.

## Programm
Zentrales Anliegen der Newropeans war die Demokratisierung der Europäischen Union. Sie kritisieren in ihrem Programm, dass die Entscheidungsprozesse in der Europäischen Union intransparent und von nationalen Präferenzen dominiert seien. Sie wollen dagegen transeuropäisches Denken und Handeln fördern, um eine bürgernahe Union zu erreichen. Dazu sollten u. a. die Institutionen außerhalb von Straßburg, Brüssel und Luxemburg dezentralisiert werden, das Parlament über ein Gesetzesinitiativrecht und größeren Einfluss verfügen. Um die europäische Identität zu stärken, befürworteten sie ein Wahlsystem, nach dem die Mitglieder des Europaparlaments je zur Hälfte aus nationalen bzw. regionalen sowie europäischen Listen gewählt werden. Daraus sollte eine EU-Regierung mit einem gemeinsamen Außenminister entstehen, die dem gewählten Parlament direkt verantwortlich ist. Außerdem sollte der kulturelle Austausch innerhalb der EU verstärkt werden und Ausbildung und Erziehung mehr auf Europa bezogen werden.
Die Programmentwicklung der Newropeans wurde seit 2006 anhand von 16 Eckpunkten sowohl im Intranet als auch bei den Mitgliedertreffen diskutiert.
Die Partei vereinte traditionell linke Forderungen, wie die nach einer integrationsorientierten Einwanderungspolitik, sowie eher konservative Forderungen, wie z. B. eine „privilegierte Nachbarschaft mit der Türkei“ und grüne Forderungen, wie das Verbot von genmanipulierten Lebensmitteln.

## Europawahl 2009
Zum Wahlkampfauftakt 2008 in Frankfurt kam kein einziger Zuhörer. Die Newropeans kündigten in Deutschland eine Klage vor dem Bundesverfassungsgericht an, um die bestehende 5-Prozent-Hürde bei Europawahlen überprüfen zu lassen. Die Initiative argumentiert, auch bei Kommunalwahlen sei die Sperrklausel aufgehoben worden, weil dort keine Regierung bestimmt werde, was auch auf die Europawahl zutreffe.
Bei der Wahl erhielt die Partei bundesweit in Deutschland 15.060 Stimmen (0,1 % Stimmanteil).
In den Niederlanden erhielt die Partei 19.860 Stimmen (0,4 % Stimmanteil). In Frankreich betrug die Stimmenzahl lediglich 2.549 (0,02 %).